# Championnats de France de football (1894-1920)
 (juillet 2023).
 (juillet 2023).
- Si vous ne connaissez pas le sujet, laissez ce bandeau (vous pouvez alors contacter les auteurs).
- Si vous supprimez le contenu mis en cause (vous pouvez préalablement contacter les auteurs),

argumentez précisément cette suppression dans la page de discussion
(un manque de référence n'est pas un argument ; une recherche réelle de référence doit avoir été effectuée, être formellement documentée).
Plusieurs championnats de France de football sont organisés en France par différentes fédérations, parfois concurrentes, entre 1894 et 1919, date à laquelle est créée la Fédération française de football qui gère dès lors l'essentiel des compétitions de football sur le territoire. À partir de 1907 s'organise de plus un « Trophée de France », mettant aux prises chaque année les vainqueurs de certains championnats.
Le championnat principal reste celui de l'Union des sociétés françaises de sports athlétiques (USFSA), créé en 1894 à Paris. Il s'ouvre aux clubs de province en 1899 et reste amateur. Nombre de fédérations suivent l'exemple de l'USFSA en créant leurs propres compétitions. La dernière édition du championnat USFSA se tient en 1919. Avec l'émergence de la Coupe de France de football, les championnats se tiennent désormais au niveau régional. Ceci reste en l'état jusqu'en 1932 et la création du championnat de France professionnel.

## Championnats de France amateurs de football (1894-1920)

### Débuts parisiens (1894-1898)
Le premier championnat de football organisé sous l'égide du comité football de l'USFSA a lieu en avril-mai 1894 et met aux prises cinq clubs parisiens : Standard Athletic Club, White Rovers Football Club, Club français, Neuilly et Asnières. En 1895-1896, la formule championnat est adoptée, les deux premières éditions du championnat de France s'étant déroulées par élimination directe. Chaque rencontre a lieu sur terrain neutre, sans revanche. La première « Division 1 » de l'histoire du football français comprend neuf clubs parisiens : Standard Athletic Club, White Rovers Football Club, Club français, Neuilly, Asnières, Union sportive suisse de Paris , Paris Star, et l'Union athlétique du 1er arrondissement . Après les deux triomphes du Standard, le Club Français enlève le titre en 1896. Depuis 1895, l'équipe victorieuse reçoit un trophée offert par Gordon Bennett, directeur du New York Herald, grand pourvoyeur de trophées sportifs aux quatre coins de la planète.

### Entrée en scène de la province (1899)
En Normandie et Nord-Picardie, la floraison des équipes scolaires et des compétitions inter-scolaires forme un terreau particulièrement riche pour l'installation de clubs extra-scolaires. Devant la pression de ces provinciaux, l'USFSA ouvre les portes du championnat de France au Havre AC et à l'Iris Club lillois. Ainsi, en 1899, le Havre AC doit affronter le champion de Paris (Club français) pour l'attribution du titre national. Les Parisiens contestent la légitimité de ce challenger, qui n'est pas champion de sa région et la rencontre n'a pas lieu. Large vainqueur d'une sélection anglaise Southampton - Oxford (7-1) le Havre AC fait peur. Le club havrais pratique le football depuis quelques saisons à peine — et pas depuis 1872 — mais son effectif est quasi exclusivement composé de joueurs britanniques, rompus au jeu. L'USFSA, qui tient à garder l'ascendant sur le comité parisien qui gère le football dans la capitale, couronne alors Le Havre AC du titre de champion de France. La saison suivante, les deux mêmes finalistes se qualifient. Le Club français accepte cette fois la confrontation. Le Havre AC vient d'être sacré premier champion de Normandie et s'impose en finale nationale, légitimant de façon éclatante l'entrée des clubs de province à la table des « grands ». Dans la foulée, les Havrais enlèvent le Challenge international réunissant principalement des clubs belges et français, en battant en finale le Club français (3-2).

### Phénomène national (1900-1904)
Le Havre AC mais aussi le Racing Club de Roubaix, s'avèrent alors de coriaces adversaires face à l'armada des clubs parisiens. Ces clubs sont encore issus de la zone originelle du football en France. Il faut en effet attendre les premières années du XXe siècle pour voir le football partir à l'assaut de l'Hexagone. Les clubs fleurissent alors aux quatre coins du pays et des sections football sont créées dans des clubs sportifs existants. Les ligues régionales de l'USFSA se constituent et le football devient un phénomène national. Ainsi, le 26 janvier 1902, l'hebdomadaire La Vie au grand air concède que le football mérite le titre de sport athlétique autant que le rugby tout en faisant remarquer qu'il est encore bien moins connu. On passe ainsi de quatre régions désignant un champion en 1902 (Paris depuis 1894, Nord depuis 1898, Normandie et Basse-Normandie depuis 1900) à treize dès 1904, Bretagne, Picardie et Champagne ouvrant leurs palmarès en 1903.

### Autres ligues (1905-1906)

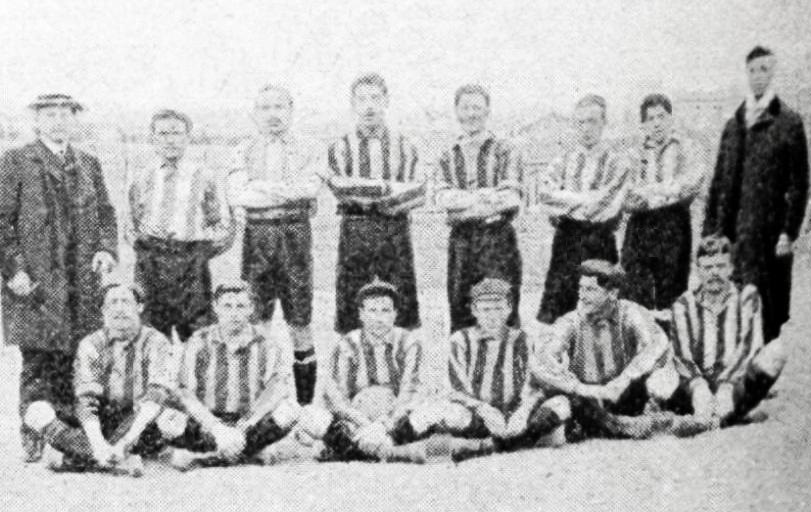
L'Union athlétique batignollaise en avril 1904.

Prisonnier de son environnement en 1905 — la loi de séparation des Églises et de l'État marquant le summum de la guerre froide religieuse qui divise alors la France — le football connaît un changement d'orientation majeur en 1905 avec la montée en puissance de la Fédération gymnastique et sportive des patronages de France (FGSPF) fondée en 1898. Sous l'impulsion du Dr Michaux, Charles Simon et Henri Delaunay, cette fédération regroupant les clubs sportifs mis en place au sein des patronages catholiques, décide de faire du football le sport référence. L'Étoile des deux lacs, le Patronage Olier, les Bons Gars de Bordeaux ou l'Association de la jeunesse auxerroise , sont les principaux animateurs des compétitions entre patros. Le football est le sport qui monte et l'USFSA tente encore d'en limiter l'expansion ; la FGSPF en profite pour attirer à elle toute une jeunesse avide de jouer, provoquant par contrecoup la réplique des clubs laïcs qui ne tiennent pas à abandonner aux seuls patros le monopole du football.
En 1906, la Fédération cycliste et athlétique de France (FCAF), dissidente de l'Union vélocipédique de France, doit mettre en place un championnat de France de football, les clubs qui la composent accueillant désormais majoritairement une section football. D'autres ligues voient le jour à Paris (FSAPF qui admet des clubs « pros » dès 1897) ou en province (FASO dans le Sud-Ouest, entre autres). Citons l'« Union des sports de France », champion professionnel 1897, 1898 et 1899 ou l'« Union athlétique batignollaise », champion professionnel de 1902 à 1905. Ces ligues professionnelles étaient évidemment dénigrées par les sportifs typiques de la Belle Époque. Ces championnats professionnels de l'époque héroïque ont connu un remarquable succès populaire à Paris et bénéficié d'une couverture importante dans la presse. L'étude de ces compétitions totalement tombées dans l'oubli reste à faire.

### Vers la réconciliation (1907-1914)
Devant ce développement anarchique, une première tentative d'union est testée avec la mise en place d'un Trophée de France en 1907 par le Comité français interfédéral (CFI) groupant plusieurs fédérations et fondé par Charles Simon le 23 mars 1907. Admis en 1908 par la FIFA comme représentant de la France au grand désespoir des dirigeants de l'USFSA, le CFI prend un ascendant déterminant sur l'Union. Le Trophée de France du CFI oppose en fin de saison les champions des différentes ligues. L'USFSA se refuse à y prendre part. Certains clubs parisiens de l'Union se lassent alors de l'attitude bornée de leur fédération. En 1910, la Ligue de football association (LFA) est lancée par des clubs dissidents de l'USFSA comme le Red Star (Jules Rimet, président-fondateur) et le CA Paris. La LFA adhère évidemment au Comité français interfédéral (CFI).
« La paix est faite » titre le quotidien sportif L'Auto du 5 janvier 1913. Suivant l'exemple donné en Angleterre par l'AFA qui trouve un accord avec la toute puissante FA, l'USFSA rejoint finalement le CFI ; son champion, l'Olympique lillois, s'adjuge d'ailleurs le Trophée de France au printemps 1914.

### La Guerre et la Coupe tuent le championnat (1915-1920)
La Coupe de France, créée en 1917, est alors la seule épreuve à caractère national. C'est la conséquence de l'accord signé entre le CFI et la société Hachette, sponsor de l'épreuve, qui interdit la mise en place d'une autre compétition à caractère national pendant dix ans. S'ouvre alors l'ère des ligues régionales qui se créent à l'initiative des clubs, souvent sur les ruines des comités régionaux de l'USFSA. La Ligue du Nord est la première fondée en 1918. En 1921, 18 ligues régionales se partagent le territoire national. Les championnats de Division d'Honneur qu'elles organisent permettent l'émergence de nombreux clubs cultivant les rivalités locales. La Coupe de France s'affirme, surtout de 1920 à 1932, comme la compétition référence par excellence. Dès cette période, les grands clubs tentent de limiter le nombre des inscrits afin d'en faire une compétition élitiste. C'est pourtant son caractère ouvert qui fait la grandeur de cette Coupe nationale, à la réputation sans égale sur tout le continent. Même les poussives tentatives de mise en place d'un championnat de France à la fin des années 1920 ne font que peu d'ombre à la Coupe Charles Simon. Ce championnat de France opposait pourtant les champions régionaux mais intéressait peu les joueurs et les spectateurs. À l'époque, le champion désignait le vainqueur de la Coupe de France.

## Palmarès (1894-1914)
Article source
| Saison    | Championnat USFSA | Championnat FSAF (professionnel) | Trophée de France (CFI)  | Championnat FGSPF        | Championnat FCAF | Championnat LFA |
| --------- | ----------------- | -------------------------------- | ------------------------ | ------------------------ | ---------------- | --------------- |
| 1894      | Standard AC       | -                                | -                        | -                        | -                | -               |
| 1895      | Standard AC (2)   | -                                | -                        | -                        | -                | -               |
| 1896      | Club français     | -                                | -                        | -                        | -                | -               |
| 1896-1897 | Standard AC (3)   | Union des Sports de France       | -                        | -                        | -                | -               |
| 1897-1898 | Standard AC (4)   | Union des Sports de France (2)   | -                        | -                        | -                | -               |
| 1898-1899 | Le Havre AC       | Union des Sports de France (3)   | -                        | -                        | -                | -               |
| 1899-1900 | Le Havre AC (2)   | CA Parisien                      | -                        | -                        | -                | -               |
| 1900-1901 | Standard AC (5)   | CA Parisien (2)                  | -                        | -                        | -                | -               |
| 1901-1902 | RC Roubaix        | Union Sportive Batignollaise     | -                        | -                        | -                | -               |
| 1902-1903 | RC Roubaix (2)    | Union Sportive Batignollaise (2) | -                        | -                        | -                | -               |
| 1903-1904 | RC Roubaix (3)    | Union Sportive Batignollaise (3) | -                        | -                        | -                | -               |
| 1904-1905 | Gallia Club Paris | Union Sportive Batignollaise (4) | -                        | Étoile des Deux Lacs     | -                | -               |
| 1905-1906 | RC Roubaix (4)    | Club athlétique du Sud           | -                        | Étoile des deux lacs (2) | SM Puteaux       | -               |
| 1906-1907 | RC France         | Club Athlétique du Sud (2)       | Étoile des deux lacs     | Étoile des deux lacs (3) | SM Puteaux (2)   | -               |
| 1907-1908 | RC Roubaix (5)    | JA Saint-Ouen                    | Patronage Olier          | Patronage Olier          | SM Puteaux (3)   | -               |
| 1908-1909 | SH Marseille      | JA Saint-Ouen (2)                | JA Saint-Ouen            | Bons Gars Bordeaux       | SC Caudry        | -               |
| 1909-1910 | US Tourcoing      | -                                | Patronage Olier (2)      | Patronage Olier (2)      | CA Vitry         | -               |
| 1910-1911 | SH Marseille (2)  | -                                | CA Paris                 | Étoile des deux lacs (4) | CA Vitry (2)     | CA Paris        |
| 1911-1912 | Stade raphaëlois  | -                                | Étoile des deux lacs (2) | Étoile des deux lacs (5) | VGA Médoc        | Red Star        |
| 1912-1913 | SH Marseille (3)  | -                                | CA Paris (2)             | Étoile des deux lacs (6) | VGA Médoc (2)    | CA Paris (2)    |
| 1913-1914 | Olympique lillois | Union Athlétique du XIVe         | Olympique lillois        | Patronage Olier (3)      | VGA Médoc (3)    | FEC Levallois   |